# Абдельмалік Муктар
Абдельмалік Муктар (19 квітня 1996) — ефіопський плавець.
Учасник Олімпійських Ігор 2020 року, де в попередніх запливах на дистанції 50 метрів вільним стилем посів 62-ге місце і не потрапив до півфіналів.